# Megawati Sukarnoputriová
Diah Permata Megawati Setiawati Sukarnoputri, většinou označovaná prostě Megawati (Sukarnoputri není příjmení, ale patronymum; * 23. ledna 1947, Yogyakarta) je indonéská politička, jedna z nejvýznamnějších politických postav postsuhartovské Indonésie.

## Biografie
Narodila se jako dcera Sukarna.
V letech 2001–2004 byla indonéskou prezidentkou. V letech 1999–2001 byla viceprezidentkou svého předchůdce Abdurrahmana Wahida. Byla první ženou v čele své země a historicky šestou ženou v čele převážně muslimského státu (po Bénazír Bhuttové v Pákistánu, Chálidě Zijáové a Hasíně Vadžídové v Bangladéši, Tansu Çillerové v Turecku a Mame Madior Boye v Senegalu). Je dcerou prvního indonéského prezidenta Sukarna. Od roku 1998 vede politickou stranu Partai Demokrasi Indonesia Perjuangan (Indonéská demokratická strana – Boj). Časopis Forbes ji roku 2004 zařadil mezi osm nejmocnějších žen světa.
Viceprezidentkou se stala po prvních svobodných volbách roku 1999, které její strana sice vyhrála, ale ona sama nenašla podporu mezi zbylými stranami v parlamentu a prezidentem byl zvolen předseda menší muslimské strany Abdurrahman Wahid. V rámci hledání širokého kompromisu Wahid nabídl Megawati funkci viceprezidentky. Po velké vnitropolitické a ústavní krizi byl však Wahid nakonec sesazen a stejný parlament zvolil Megawati přece jen do nejvyšší funkce. Ve dvou následujících volbách však prohrála se Susilo Bambang Yudhoyonoem.